# Chính Bạch kỳ

Chính Bạch kỳ

Chính Bạch kỳ (tiếng Trung: 正白旗; tiếng Anh: Plain White Banner, tiếng Mãn: ᡤᡠᠯᡠ
ᡧᠠᠩᡤᡳᠶᠠᠨ
ᡤᡡᠰᠠ, Möllendorff: gulu šanggiyan gūsa, Abkai: gulu xanggiyan gvsa) là một kỳ trong chế độ Bát Kỳ của Thanh triều và được quản lý trực tiếp bởi Hoàng đế, lấy cờ sắc trắng thuần mà gọi tên, cùng với Tương Hoàng kỳ và Chính Hoàng kỳ xưng là Thượng Tam kỳ. Trước thời Thuận Trị, Thượng Tam kỳ không có Chính Bạch kỳ mà có Chính Lam kỳ; sau đó những năm đầu Thuận Trị, Đa Nhĩ Cổn sở lĩnh Chính Bạch kỳ nhập vào Thượng Tam kỳ nên Chính Lam kỳ chuyển xuống Hạ Ngũ kỳ, sau này liền thành định chế.

## Giản lược
Khoảng những năm 1601, Nỗ Nhĩ Cáp Xích dựa theo chế độ "Mãnh an mưu" của người Nữ Chân, quy định ra Biên chế cơ bản cho Bát kỳ, sau đó lại đặt ra 4 Kỳ phân biệt theo màu cờ hiệu là Hoàng (Suwayan), Bạch (Sanggiyan), Hồng (Fulgiyan), Lam (Lamun). Bạch kỳ được giao cho Chử Anh - con trai trưởng đồng thời là người thừa kế được chỉ định của Nỗ Nhĩ Cáp Xích.
Về sau, khi thống nhất hoàn toàn các bộ lạc Nữ Chân, Nỗ Nhĩ Cáp Xích tổ chức tăng thêm bốn kỳ nữa. Các kỳ cũ được thêm danh xưng Chính (Gulu, không có viền), còn các kỳ mới có thêm màu viền trên cờ hiệu là có thêm danh xưng Tương (Kubuhe, có viền), gọi là Tương Hoàng kỳ, Tương Lam kỳ, Tương Bạch kỳ, Tương Hồng kỳ. Đồng thời, năm 1615, Chử Anh bị dèm pha nên đã bị Nỗ Nhĩ Cáp Xích bắt giam và bức tử. Nỗ Nhĩ Cáp Xích giao lại Tương Bạch kỳ cho trưởng tôn Đỗ Độ - con trai trưởng của Chử Anh và Chính Bạch kỳ giao lại cho người con trai thứ 8 là Hoàng Thái Cực.
Sau khi Nỗ Nhĩ Cáp Xích mất, con trai là Hoàng Thái Cực trở thành Đại Hãn. Hoàng Thái Cực lấy lý do hai Hoàng kỳ vốn thuộc sở hữu của Đại Hãn nên đã đổi hai Bạch kỳ với hai Hoàng kỳ, bản thân ông từ đó nắm giữ hai Hoàng kỳ, Đa Đạc từ Kỳ chủ Tương Hoàng kỳ trở thành Kỳ chủ Chính Bạch kỳ, A Tế Cách và Đa Nhĩ Cổn từ Kỳ chủ Chính Hoàng kỳ trở thành Kỳ chủ Tương Bạch kỳ.
Năm Sùng Đức thứ 8 (1643), Hoàng Thái Cực qua đời. Sau khi Thuận Trị Đế lên ngôi, Đa Nhĩ Cổn trở thành Nhiếp chính vương, tiến hành cải biên hai Bạch kỳ, Đa Đạc và A Tế Cách cùng chia nhau Tương Bạch kỳ, Đa Đạc trở thành Đại kỳ chủ của Tương Bạch kỳ, A Tế Cách là Tiểu Kỳ chủ. Bản thân Đa Nhĩ Cổn một mình độc chiếm Chính Bạch kỳ, cũng từ đó mà đưa địa vị của Chính Bạch kỳ từ thứ 5 lên thứ 3, trên cả hai Hồng kỳ của một nhà Đại Thiện.
Năm Thuận Trị thứ 5 (1648), Đa Đạc và Hào Cách đều qua đời, Đa Nhĩ Cổn diễn một màn đổi kỳ, đem Chính Lam kỳ của Hào Cách quy vào của mình, sau đó lại tiếp tục lấy Chính Lam kỳ đổi lấy Tương Bạch kỳ của Đa Đạc. Kết quả, Đa Ni (con trai Đa Đạc) nắm giữ Chính Lam kỳ, còn Đa Nhĩ Cổn tự mình độc chiếm hai Bạch kỳ.
Năm thứ 7 (1650), Đa Nhĩ Cổn qua đời, Thuận Trị Đế bắt đầu thân chính. Để tăng cường Hoàng quyền, ông đích thân nắm giữ Chính Bạch kỳ vốn thuộc về Đa Nhĩ Cổn. Cũng từ đó, Hoàng đế đích thân thống lĩnh Tương Hoàng kỳ, Chính Hoàng kỳ và Chính Bạch kỳ, xưng là "Thượng Tam kỳ".

## Thông tin
| Binh lực                                     | Tổng nhân khẩu | Kỳ chủ   | Lĩnh chủ |
| -------------------------------------------- | -------------- | -------- | -------- |
| 86 Tá lĩnh, binh lực ước chừng 40,000 tả hữu | Khoảng 270,000 | Hoàng đế | Không có |

## Danh nhân thuộc Chính Bạch kỳ
Mãn Châu
- Đa Nhĩ Cổn
- Đa Đạc
- Đổng Ngạc phi
- Tào Tuyết Cần
- A Quế
- Đa Long A
- Vinh Lộc
- Dụ Đức Linh
- Ấu Lan
- Ấm Xương
- Uyển Dung
- Văn Tông Lục phi
- Cao Tông Uyển Quý phi

Mông Cổ
- Nạp Mộc Trát Lặc

Hán Quân
- Chu Chi Liễn
- Trần Mộng Cầu
- Phú Minh A
- Thọ Sơn
- Bạch Văn Tuyển